# Castèthnavèth
Castèthnavèth (en francès Castelnavet) és un municipi francès situat al departament del Gers i a la regió d'Occitània.

## Geografia

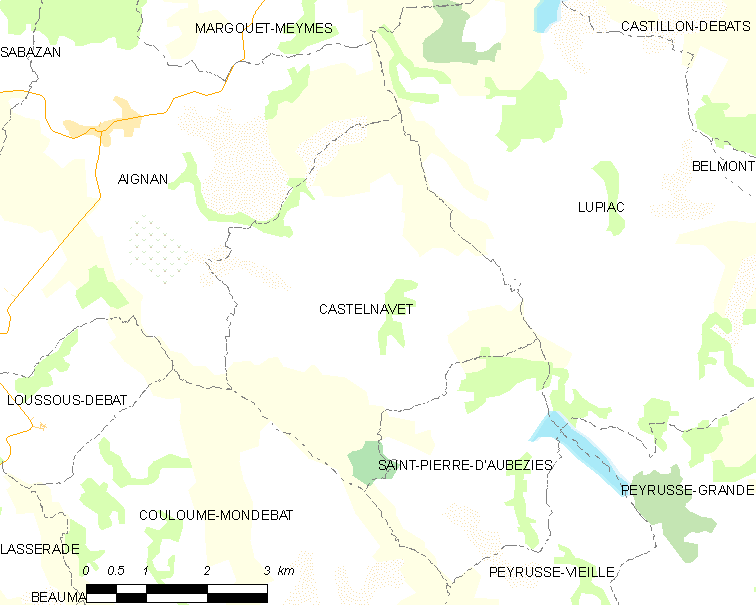
Mapa de la comuna de Castèthnavèth

## Administració
| Període | Identitat     | Partit        |
| ------- | ------------- | ------------- |
| 2001-   | Michel Sansot | Divers droite |

## Demografia
| 1962                                       | 1968 | 1975 | 1982 | 1990 | 1999 | 2006 |
| ------------------------------------------ | ---- | ---- | ---- | ---- | ---- | ---- |
| 250                                        | 224  | 201  | 154  | 153  | 155  | 149  |
| Des de 1962: població sense dobles comptes |      |      |      |      |      |      |